# Procès de Louis-Napoléon Bonaparte
 (novembre 2022).
 (novembre 2022).
La mise en forme du texte ne suit pas les recommandations de Wikipédia : il faut le « wikifier ».
Les points d'amélioration suivants sont les cas les plus fréquents :
- Les titres sont pré-formatés par le logiciel. Ils ne sont ni en capitales, ni en gras.
- Le texte ne doit pas être écrit en capitales (les noms de famille non plus), ni en gras, ni en italique, ni en « petit »…
- Le gras n'est utilisé que pour surligner le titre de l'article dans l'introduction, une seule fois.
- L'italique est rarement utilisé : mots en langue étrangère, titres d'œuvres, noms de bateaux, etc.
- Les citations ne sont pas en italique mais en corps de texte normal. Elles sont entourées par des guillemets français : « et ».
- Les listes à puces sont à éviter, des paragraphes rédigés étant largement préférés. Les tableaux sont à réserver à la présentation de données structurées (résultats, etc.).
- Les appels de note de bas de page (petits chiffres en exposant, introduits par l'outil «  Source ») sont à placer entre la fin de phrase et le point final[comme ça].
- Les liens internes (vers d'autres articles de Wikipédia) sont à choisir avec parcimonie. Créez des liens vers des articles approfondissant le sujet. Les termes génériques sans rapport avec le sujet sont à éviter, ainsi que les répétitions de liens vers un même terme.
- Les liens externes sont à placer uniquement dans une section « Liens externes », à la fin de l'article. Ces liens sont à choisir avec parcimonie suivant les règles définies. Si un lien sert de source à l'article, son insertion dans le texte est à faire par les notes de bas de page.
- La présentation des références doit suivre les conventions bibliographiques. Il est recommandé d'utiliser les modèles {{Ouvrage}}, {{Chapitre}}, {{Article}}, {{Lien web}} et/ou {{Bibliographie}}. Le mode d'édition visuel peut mettre en forme automatiquement les références.
- Insérer une infobox (cadre d'informations à droite) n'est pas obligatoire pour parachever la mise en page.

Pour une aide détaillée, merci de consulter Aide:Wikification.
Si vous pensez que ces points ont été résolus, vous pouvez retirer ce bandeau et améliorer la mise en forme d'un autre article.

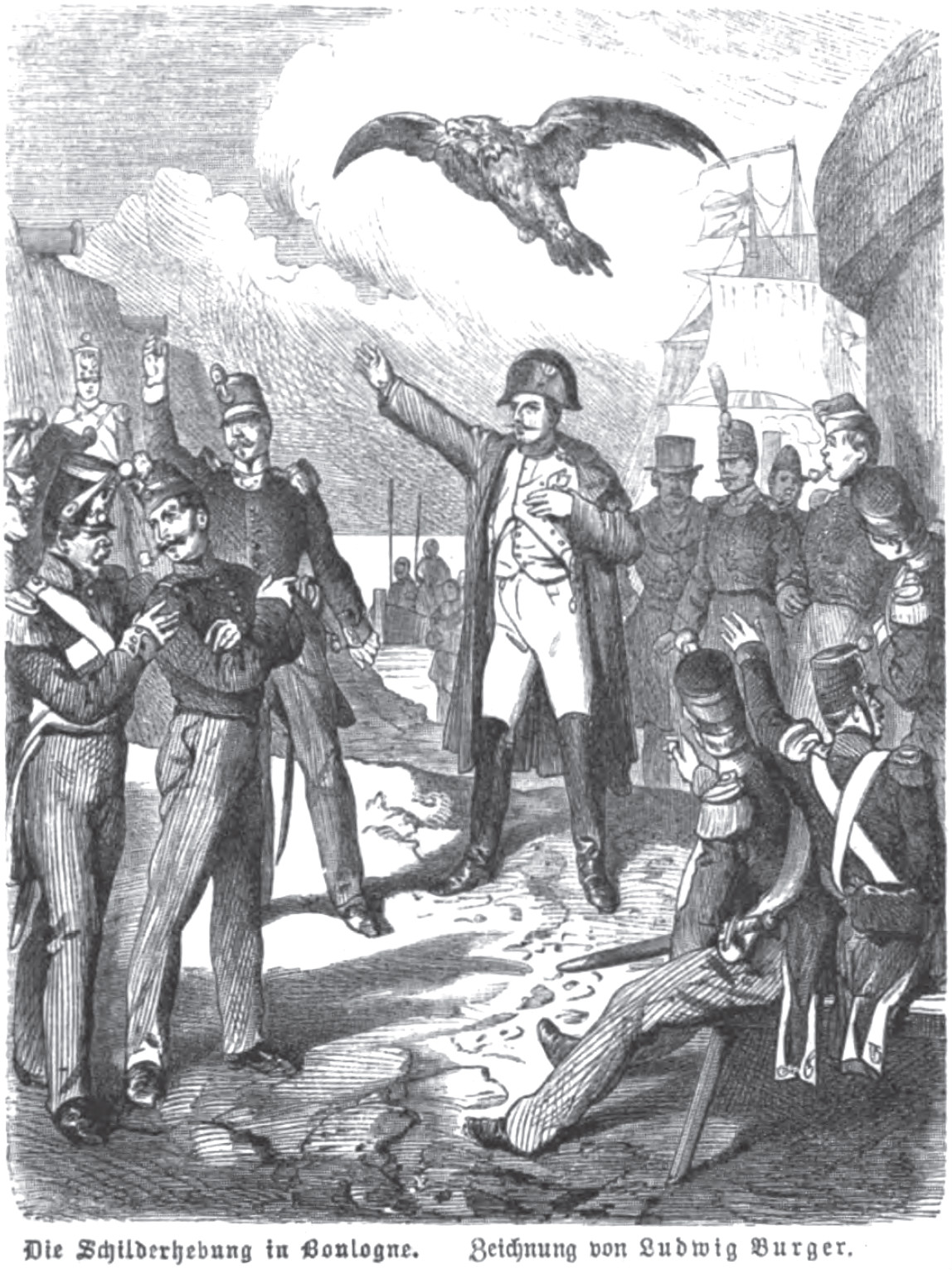

Le procès de Louis-Napoléon Bonaparte est la conséquence de la tentative de soulèvement de la ville de Boulogne-sur-Mer, le 6 août 1840. Le procès s'étale sur six jours d’audience, du 28 septembre au 6 octobre inclus, devant la Cour des pairs, et se conclut par une peine d'emprisonnement à perpétuité « dans une forteresse située sur le territoire continental du Royaume ». Bonaparte sera détenu six ans dans le château de Ham, prison d’État, jusqu’au 25 mai 1846, jour de son évasion.

## Les faits
Venu d’Angleterre, Louis-Napoléon Bonaparte traverse la Manche à bord d’un bateau à vapeur anglais, l’Edimbourg-Castle (le château Édimbourg), loué sous de faux prétextes. Accompagné d'une soixantaine de conjurés, dont beaucoup sont d’anciens soldats, certains ayant combattu sous le Premier Empire, il débarque dans la nuit du 5 au 6 août 1840 à Wimereux, à sept kilomètres de Boulogne. Peu avant cinq heures, les conjurés arrivent à la caserne militaire de Boulogne où se trouvent deux compagnies du 42ème régiment d'infanterie de ligne. Ils avaient l'ambition de rallier les garnisons à leur cause pour ensuite prendre la ville de Boulogne. Cependant, ces troupes refusent et l’échec est total.
Afin d’échapper aux gardes nationaux lancés à leur poursuite, les conjurés s'enfuient vers la plage pour rejoindre leur embarcation. Tous sont finalement arrêtés et transférés à Paris dans l’attente de leur procès, à l'exception de Louis-Napoléon Bonaparte. Le gouvernement craignant que son arrivée dans la capitale soit un motif de désordre, il est conduit et enfermé dans le château de Ham dans la nuit du 8 au 9 août. Il n'était néanmoins pas destiné à y rester pour une durée prolongée. Dès le 12 août, il est transféré à la Conciergerie, à Paris. 
Le 9 août 1840, le roi Louis-Philippe affirme lors de son Conseil des ministres la compétence de la Chambre des pairs pour connaître le procès, et promulgue une ordonnance de convocation. Celle-ci se fonde sur l'article 28 de la Charte constitutionnelle selon laquelle « la Chambre des pairs connaît des crimes de haute trahison et des attentats à la sûreté de l’État ». L'ordonnance nomme également Franck-Carré procureur général. Ce choix se justifie d’autant plus qu’il était déjà le chef du parquet lors des procès de Giuseppe Fieschi et de Louis Alibaud, deux procès relatifs à des attentats sur la personne de Louis-Philippe.
Le 15 septembre, Jean-Charles Persil, membre de la commission d’instruction, présente son rapport devant la Cour, qui donne lieu à la mise en accusation de Louis-Napoléon Bonaparte et de ses complices par les pairs de France.

## Le contexte

### Une tentative de soulèvement s’inscrivant dans une longue liste de conspiration contre la monarchie de Juillet
Dans son ouvrage La vie politique en France, 1848-1879, René Rémond définit la conspiration comme étant « la volonté de s'emparer de l’appareil étatique [...]. Elle est le fait de petits groupes, sociaux ou politiques, qui désespèrent d’arriver un jour au pouvoir par le jeu normal des institutions ou n’ont pas la patience d’en attendre les effets normaux; soit qu’ils doutent que le personnel en place se laisse jamais évincer, soit plus essentiellement parce qu’ils contestent la légitimité du régime et en récusent conjointement les principes et le fonctionnement ».
Cette tentative de soulèvement de la ville de Boulogne s’inscrit dans une longue liste de conspirations auxquelles Louis-Philippe et ses gouvernements durent faire face pendant la première décennie de la monarchie de Juillet. À côté des bonapartistes, les légitimistes, républicains et socialistes organisent et participent à, eux aussi, ce type d'entreprises. Des personnages comme la duchesse de Berry ou Auguste Blanqui et des événements comme les insurrections républicaines de Paris des 5 et 6 juin 1832 sont venus menacer le régime.

### Un premier échec: Strasbourg
Outre le fait de ne pas être la première conspiration dirigée contre le régime, cette tentative de soulèvement n’est pas la première de Louis-Napoléon Bonaparte. Le 30 octobre 1836, il avait déjà tenter de renverser la monarchie de Juillet en cherchant à soulever la garnison de Strasbourg. 
Très vite, on s’était alors demandé quelle serait la juridiction la plus compétente pour juger les auteurs de la conspiration. Le 4 novembre 1836, on pouvait lire dans le Moniteur Universel:
« Des crimes de cette nature réclament une prompte justice, et déjà l'opinion publique s'est demandé quelle juridiction doit être appelée à la rendre. L'idée du renvoi devant un conseil de guerre se présente d'abord aux esprits. C'est là, dit-on, un attentat qui, cherchant ses instruments dans l'armée et ses moyens d'action dans l'embauchage, constitue un crime essentiellement militaire […] La jurisprudence actuelle établit donc que, même en cas d'embauchage, la juridiction des conseils de guerre doit céder devant la juridiction ordinaire des Cours d'assises, lorsque des personnes non militaires se trouvent comprises dans les poursuites ». 
Le lendemain, le Journal des débats informait du choix du gouvernement de traduire les complices de Louis-Napoléon Bonaparte devant la cour d’assises. Dans  le même temps, le journal se demandait ce qu’il en serait du prétendant :
« Que fera-t-on de lui? Le renverra-t-on devant la cour d'assises avec ses complices et ses victimes ? Le jugera-t-on comme un Français qui aurait trahi ses serments, ou comme un étranger qui aurait manqué aux lois de l'hospitalité, lui que la loi française exclut à jamais du territoire sans autre crime que son nom et sa naissance? ». 
Finalement, il fut décidé de l'exiler au Brésil. La reine Hortense, mère de Bonaparte, avait écrit au roi, lui suggérant de laisser son fils quitter le territoire. Louis-Philippe accepta et en dehors de toute procédure légale, fit conduire le prince à Lorient où il embarqua, le 21 novembre, pour l’État-nation brésilien. Il séjourna ensuite aux États Unis, revint en Suisse au décès de sa mère en 1837, puis gagna l'Angleterre jusqu'au moment de lancer sa seconde tentative de soulèvement, à Boulogne.
Le Journal des débats avait alors justifié cette décision d'exil par le statut particulier qui entourait le prince et sa famille. On ne pouvait venir leur appliquer le droit commun:
« Le prince Louis est français comme tous les membres de sa famille, comme les membres de la branche aînée des Bourbons, comme la duchesse de Berry! Mais ce sont des Français qui, par une exception personnelle, ont été mis à tout jamais, eux et leurs descendants, hors du droit commun. Il y a pour eux, et pour eux seuls, une législation dans laquelle je vous défie de ne rien trouver qui ressemble  à la législation commune ».
Ses complices furent tous acquittés par le jury populaire alsacien de la cour d’assises de Strasbourg, le 17 janvier 1837. Le lendemain, le Courrier français avançait que ce n’était qu’une conséquence logique du sort réservé à Louis-Napoléon Bonaparte et ce, par souci d’égalité devant la loi:
« Le gouvernement a jugé à propos de soustraire le prince Napoléon à l’action de la justice tout en persistant à appeler les rigueur de la loi sur ceux qui n’ont été que ses instruments […] dont le crime est maintenant de ne point être issues de familles princières ».

### Un événement politique particulier: Le retour des cendres de Napoléon Bonaparte
Enfin, cette tentative de soulèvement de la ville de Boulogne s’inscrit dans un événement politique particulier : le retour des cendres de Napoléon Ier.
Dans sa déclaration au peuple français, Louis-Napoléon Bonaparte y fait référence :
« Les cendres de l'Empereur ne reviendront que dans une France régénérée !
Les mânes du grand homme ne doivent pas être souillées par d'impurs et d'hypocrites hommages. Il faut que la gloire et la liberté soient débout à côté du cercueil de Napoléon ! Il faut que les traîtres à la patrie aient disparu! […]».
A travers son rapport d’instruction, Jean-Charles Persil met en lien cet événement avec les agissements de Boulogne:
« […] et lorsque, plus tard, le roi eut la noble pensée de restituer à la terre de France les cendres glorieuses de l'Empereur, ils n'ont vu, dans la manifestation de l'enthousiasme excité par les souvenirs d'une époque où se sont opérées de si grandes choses, qu'une occasion de satisfaire, par de coupables moyens, des ambitions insensées et de renverser nos institutions au nom de celui dont le premier titre à la reconnaissance de ses concitoyens fut d'avoir détrôné l'anarchie ».

## Les préparatifs de la tentative de soulèvement de Boulogne

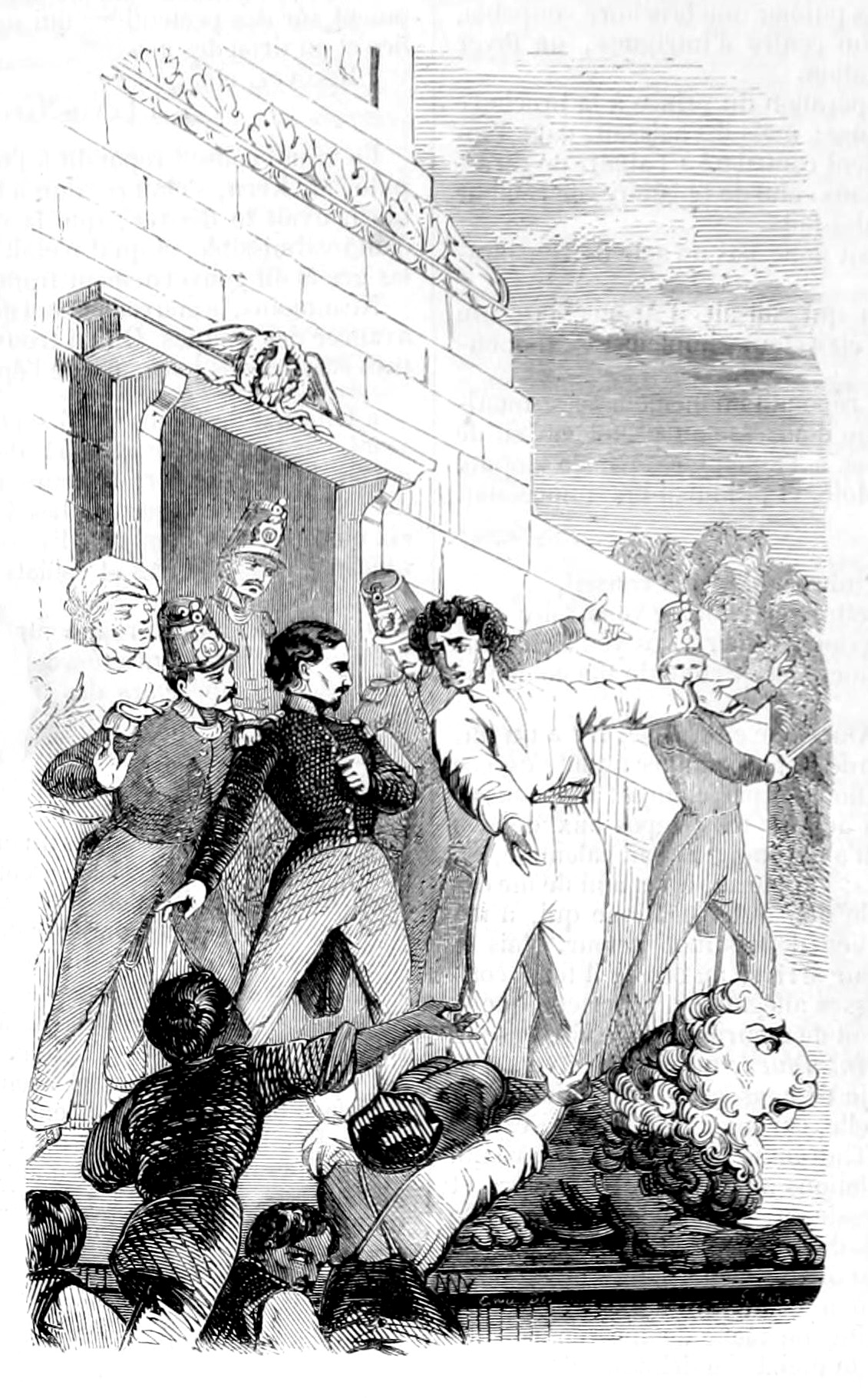
Louis-Napoléon et ses partisans au pied de la colonne de la Grande Armée

Après son échec de Strasbourg, Louis-Napoléon Bonaparte ne resta que très peu de temps en exil. Dès le mois d'août 1837, il rejoignit la Suisse pour aller voir sa mère, mourante. Or, au cours de l’année suivante, Armand Laity, complice du prince dans les événements de Strasbourg, publia une brochure intitulée Relation historique des événements du 30 octobre 1836. Véritable apologie de la conspiration de Strasbourg, on pouvait notamment y lire:
« […] l’entreprise de Strasbourg vint rappeler à la vie un parti qui semblait mort et réveiller les secrètes sympathies du peuple ».
«  Enfin nous avons vu que le gouvernement français, tout en tâchant d'assoupir l'entreprise du Prince, a été obligé de reconnaître en lui la dynastie napoléonienne, puisqu'il a traité un de ses membres comme il avait traité la duchesse de Berry. Il a voulu assoupir un fait, et il a révélé un principe ; il a voulu annuler un homme, et il a fait de cet homme le chef d'un parti et le point de ralliement de l'opposition. Nous avons parlé sans exagération, car nous ne sommes les apologistes de personne ; mais nous avons voulu prouver que le prince Napoléon n'a pas démérité de sa patrie, et qu'il est un des dignes fils de notre belle France et le digne héritier de notre grand Empereur ».
A travers son rapport d’instruction, M. Persil explique que cette brochure a été publiée avec le concours actif de Louis-Napoléon Bonaparte :
« A peine Louis Bonaparte de retour des États-Unis, où la clémence la plus généreuse l’avait fait transporter, il faisait imprimer et distribuer […] une brochure destinée à l'apologie de l'attentat de Strasbourg ».
En juin 1839, le journal Le Capitole fut créé. Or, il est présenté à la Cour des pairs comme « le principal organe de l’opinion bonapartiste ». Lors de son interrogatoire du 19 août 1840, le prince reconnu l’avoir financé :
« […]D. Je suis obligé de vous adresser quelques questions sur un fait important, à l'occasion d'une lettre insérée dans les journaux par l'individu même qu'il concerne. Cet individu ( c'est le sieur Crouy Chanel), accusé par l'un des organes de la presse d'avoir reçu de vous une somme très-considérable pour un très-indigne objet, répond, dans une lettre en date du 21 août , insérée dans le Courrier Français du 22 : Jamais je n'ai reçu du prince une somme égale à celle dont vous parlez. Il résulte de cette réponse qu'il aurait reçu de vous de l'argent ?
R. J'ai donné à M. de Crouy de l'argent pour le Capitole; je ne fui en ai  pas donné pour autre chose.
D. Savez-vous à peu près quelle somme vous auriez donnée au sieur Crouy-Chanel pour le Capitole?
R. Environ 60,000 francs en diverses fois ; sur ces 60,000 francs, 50,000 ont dû être déposés par M. de Crouy-Chanel pour faire le cautionnement du journal. […] ». 
Puis, toujours dans cette même année 1839, Louis-Napoléon Bonaparte écrivit un ouvrage intitulé Idées Napoléonienne, qui est présenté à la Cour comme « (le) manifeste d’une nouvelle échauffourée qui se préparait ; il s’agissait d’enlever le roi au châteaux d’Eu et d’aller tout  simplement à Saint Cloud coucher dans son lit ».
Enfin, M. Persil explique que c’est vers la fin du mois de juillet que les conjurés, réunis à Londres, arrêtèrent « le plan, les moyens d’attaque, le lieu du débarquement, et la conduite ultérieure ».

## Une tentative de soulèvement violemment dénoncée par la presse
L’ensemble de la presse s’insurge et dénonce les agissements de Louis-Napoléon Bonaparte. Cette unité d'opinion est mise en avant par Le Constitutionnel, le 9 août 1840 :
« La presse des départements est unanime à flétrir l’échauffourée de Boulogne. Ses jugements sur la conduite du prince Louis ne sont pas moins sévères que ceux de la presse parisienne […] Nous voulons seulement constater ce fait, que sur tous les points de la France les ridicules prétentions  de ce jeune homme ont été également condamnées par toutes les opinions. ».
Lui et le Journal des débats exposent, au contraire, le caractère ridicule de cette entreprise :
« La misérable équipée du prince Louis a soulevé dans le public plus de dégoût que de colère. Si un brave soldat n’avait pas été victime de son dévouement, on n’aurait guère que des rires de pitié pour cet extravagant jeune homme qui croit nous rendre Napoléon, parce qu’il fait des proclamations hyperboliques et qu’il traîne après lui un aigle vivant […] ».
« […] Les prétentions impériales de Louis-Napoléon n’ont réussi qu’à le couvrir une  seconde fois d’odieux et de ridicule […] ».
« […] Nous ne croyons pas que l’histoire ait conservé le souvenir d’une entreprise plus follement conçu, plus ridiculement conduite, plus misérablement terminée […] ».
Le Courrier Français vante, quant à lui, l’attachement de la population et de l’armée à la monarchie de Juillet :
« Heureusement la guerre civile n'est pas à craindre sous un gouvernement que le pays a choisi. [...] Après deux années d'intrigues et de manœuvres pratiquées dans nos principales garnisons, Louis-Napoléon n'a pu trouver qu'un seul officier qui consentît à violer le serment prêté au drapeau. La fidélité de l'armée a répondu à la loyauté des populations […] ».
Enfin, selon le journal Le Siècle, cet échec ne traduirait pas seulement la fin de la cause bonapartiste mais également celle de tous les prétendants politiques opposés au régime.
« Que tous les prétendants se le tiennent pour dit : La France ne les connait pas, elle n’attend rien d’eux, elle prend en pitié ce qu’ils appellent leurs droits ; elle entend positivement n’appartenir qu’à elle-même ; elle se croit parfaitement sure de garder ses institutions et sa dignité avec le gouvernement dont elle a fait le choix et si elle en désespérer jamais, elle n’aurait besoin du secours de personne pour s’affranchir des obstacles qu’elle aurait à vaincre ».

## Un procès politique

### Sur la compétence de la cour des pairs
Selon la procédure judiciaire ordinaire, Louis-Napoléon et ses complices auraient dû être jugés devant les assises du Pas-de-Calais. Cependant, l’ordonnance du conseil des ministres présidé par Louis Philippe décide du renvoi du procès devant la Cour des pairs.
M. Persil, dans son rapport d'instruction, explique cette décision par les événements survenus quatre ans plus tôt, à Strasbourg. Au lieu de voir l'absence de condamnation comme “une salutaire leçon”, l’accusé aurait vu “une preuve de la sympathie de la population pour la cause napoléonienne”.
D’un autre côté, il présente la Cour des pairs comme la juridiction idéale pour connaitre ce procès :
« La gravité des faits, leur nombre, leur longue préméditation, la persévérance de ceux qui les ont préparés et accomplis, le but qu'ils se proposaient, le nom dont ils se sont couverts, la situation de quelques-unes, des personnes que l'instruction a mises en état de prévention, le rang militaire qui a appartenu, qui même, pour certains d'entre eux, appartenait encore, au moment de l'attentat, à plusieurs de ceux qui y auraient participé, les prétentions de leur chef qu'il n’a jamais désavouées, ni même après la sévère leçon qu'il venait de recevoir, tout nous semble concourir à exiger votre haute intervention et nous serions tenté de dire, qu'il faudrait rayer de la Charte l’article 28, dont la sage prévoyance est cependant incontestable si vous ne deviez pas retenir, pour les juger les faits consommés à Boulogne dans la journée du 6 août dernier ».
Cependant, cette décision divise la presse, certains journaux n'hésitant pas à regretter la non-application de la procédure judiciaire ordinaire. C’est le cas du Courrier Français. Bien qu’il salue le fait de faire comparaître et juger Louis-Napoléon Bonaparte « devant le même tribunal qui doit statuer sur ces complices », il dénonce la compétence de la Cour des pairs : 
« Il fallait aller plus loin, et, puisque l'on admettait l'égalité des accusés devant la loi, ne pas les dérober à la justice ordinaire du Pays […] Nous regrettons sincèrement la décision que le ministère a prise par l'ordonnance du 9 août[…] ».
Dans son édition du 9 août, le journal mettait en avant la nature politique de la Cour des pairs, celle-ci n’offrant pas des garanties suffisantes d’impartialité.
« Comme il a pour adversaires naturels les corps constitués, le traduire devant la chambre des pairs, c'est prendre les juges parmi les vainqueurs, c'est le juger pour la forme, c'est lui signifier qu'on l'a déjà condamné avant de l'avoir entendu. La chambre des pairs se compose des hommes que Louis-Napoléon avait à combattre ; car ce sont de véritables fonctionnaires qui ont prêté serment à la royauté et à la dynastie. Le jury, au contraire, est formé par les citoyens que le prince venait prendre pour juges entre sa prétendue légitimité et celle de la dynastie ».
Pour d’autres journaux, cette compétence se trouvait pleinement justifiée par la gravité de l’affaire. Le Journal des débats insiste en ce sens, craignant « (de) s’exposer à un second verdict de Strasbourg » :
« Nous n'hésitons pas à le dire il y a des affaires dont la charge est trop lourde pour douze citoyens isolés. Un jury, ce sont douze citoyens arrachés subitement à leurs maisons, à leurs familles, à leurs affaires, fort  mécontents quelquefois de Jour rote de juges, que le hasard peut amener fermes, éclairés, courageux, qu'il peut amener aussi faibles, indécis, passionnés ou tremblant sous le poids d'une responsabilité ».

### Les prétentions de Louis-Napoléon Bonaparte

#### Louis-Napoléon Bonaparte porteur d’une cause politique: celle de l’Empire
Dans sa proclamation au peuple français, Louis-Napoléon se présente comme l’héritier de l’œuvre de son oncle :
« Français! je vois devant moi l'avenir brillant de la patrie. Je sens derrière moi l'ombre de l'empereur qui me pousse en avant; je ne m'arrêterai que lorsque j'aurai repris l'épée d'Austerlitz, remis les aigles sur nos drapeaux et le peuple dans ses droits ».
Il se veut porteur d'une cause politique, celle de l'Empire, et se réfère, pour cela, aux lois de transmission de la couronne impériale. Or, depuis le décès du Duc de Reichstadt, fils unique de l'Empereur, au cours du mois de juillet 1832 ainsi que celle de son frère aîné, un an plus tôt, Louis-Napoléon Bonaparte se considère comme l’héritier de la couronne impériale. Ce conflit de dynastie est pleinement légitimé par ses avocats :
« Le prince a fait autre chose : il a fait plus que de venir attaquer le territoire, que de se rendre coupable de la violation du sol français : il est venu contester la souveraineté à la maison d'Orléans; il est venu en France réclamer pour sa propre famille les droits à la souveraineté ; il l'a fait au même titre et en vertu du même principe politique que celui sur lequel vous avez posé la royauté d'aujourd'hui ».

#### Un besoin impérieux de révolution
Louis-Napoléon justifie son geste par un besoin urgent de révolution. En conséquence d’une politique menteuse et fallacieuse, le gouvernement de Juillet n'aurait aucunement respecté ses engagements issus de la révolution. Tout au contraire, ce dernier ne serait la source que de « privilèges et abus », de « corruption», ou encore « d'arbitraire et anarchie », trahissant « cette France si grande, si généreuse, si unanime de 1830 .
Aussi, il rejette le principe de souveraineté nationale en ce qu’elle confisquerait la souveraineté au peuple :
« Lorsqu'en 1830 le peuple a reconquis sa souveraineté, j'avais cru que le lendemain de la conquête serait loyal comme la conquête elle même, et que les destinées de la France étaient à jamais fixées ; mais le pays a fait la triste expérience des dix dernières années ».
M. Berryer appuie ses propos, dénonçant l'abstraction d'une telle conception sur laquelle se base la monarchie de Juillet. La Charte constitutionnelle ne serait que « la résolution des 219 députés et d'une partie de la Chambre des pairs en 1830 ».

#### Rejet de la justice politique au profit d’une justice populaire
Le prince rejette la juridiction de la Cour des pairs en ce qu'elle représenterait la cause politique qu’il entend contester, celle de la monarchie de Juillet. Les pairs ne pouvant, selon lui, être impartiaux, il en appelle au jugement souverain du peuple :
« Représentant d'une cause politique, je ne puis accepter comme juge de mes volontés et de mes actes une juridiction politique. Vos formes n'abusent personne. Dans la lutte qui s’ouvre, il n'y a qu'un vainqueur et un vaincu. Si vous êtes les hommes du vainqueur, je n'ai pas de justice à attendre de vous, et je ne veux pas de votre générosité ».
M. Berryer soutient, lui aussi, que les pairs représentent un pouvoir de gouvernement et ne peuvent juger au risque de contrevenir au principe d’impartialité :
« Et pour la dignité de la justice, quelle atteinte, messieurs, quand elle se trouve appelée à condamner comme un crime ce que naguère il lui était enjoint d’imposer comme une loi, de protéger comme un devoir ».

### Les prétentions de l’accusation: la défense de la monarchie de Juillet et la volonté de mettre fin au bonapartisme

#### L’Empire: un héritage de la Nation, non celui de l’accusé
L'accusation vante le caractère dépassé de l'Empire qui fait désormais partie de l’héritage de la Nation et n’appartient aucunement à la personne seule du prince. Preuve de cela, le retour des cendres de Napoléon Bonaparte. A travers son réquisitoire, M. Carré tient les propos suivant :
« […] elle voit (la France) ce jeune homme, connu seulement par ces deux équipées de Strasbourg et de Boulogne, oser promettre de ne s'arrêter qu'après avoir repris l'épée d'Austerlitz. L'épée d'Austerlitz ! elle est trop lourde pour vos mains débiles! Cette épée, c'est l'épée de la France ! Malheur à qui tenterait de la lui enlever ! ».
« […] L'empereur, apprenez-le, n'a pu léguer à personne le sceptre tombé de sa main puissante avant que ses destins fussent accomplis : sa gloire est l'héritage de la France, et, pour elle, les véritables représentants de l'empire, ce n'est pas vous, ce ne sont pas les amis obscurs dont les hommages vous entourent, et dont l'ambition intéressée exalte la vôtre, c'est le génie de l'empereur vivant encore dans nos lois, ce sont les hommes dépositaires de ses traditions, et qui, à la tête de nos armées ou dans les conseils, sont l'honneur de la patrie et l'appui de la royauté qu'elle a fondée de ses mains ».

#### L’Empire: un modèle de constitution dépassé et anachronique
La Nation serait tournée vers de nouvelles préoccupations. Selon M. Persil, l’Empire ne se légitimait que par les circonstances particulières de l’époque :
« D'autres temps, d'autres besoins : ce qui pouvait être un bien, ce qui a pu être commandé par une inexorable nécessité dans les premières années du XIXe siècle, alors que les dissensions intérieures et le fardeau de la plus vaste guerre qui se soit jamais soutenue accablaient le pays, serait aujourd'hui un insoutenable anachronisme ».
« […] un système de gouvernement qui nous a fait, il est vrai, recueillir d'amples moissons de gloire, mais que ne signalaient à notre reconnaissance, ni un ardent amour de la liberté et de l'égalité, ni un profond respect pour les droits des citoyens ! ».

#### La monarchie de Juillet: un régime rendu légitime par la prise en considération des nouvelles préoccupations de la Nation
La libéralité du régime se retrouverait exprimée par la pleine consécration des principes de liberté, d'égalité et de garantie des droits. M. Persil et M. Carré présente, tous deux, la Charte constitutionnelle de 1830 comme l’expression de la pleine consécration de ses principes :
« La civilisation est en progrès, et sa marche veut être éclairée par la liberté, par le respect des droits de tous et par des institutions qui rendent impossibles l'arbitraire et l'absolutisme ».
« Vingt-cinq années cependant se sont accomplies depuis que le trône élevé par la puissance d'un homme de génie s'est écroulé dans les débris de sa fortune; et ces vingt cinq années ont été marquées par les efforts et par les armées d'un grand peuple qui marchait vers la liberté avec le calme de la force et la sagesse de l'expérience ».

#### Une compétence de la cour des pairs justifié par le principe d’égalité devant la loi
Après les événements de Strasbourg, on avait justifié le fait que Louis-Napoléon devait échapper à l’application de la justice ordinaire du fait de son statut particulier. Or, en ce qui concerne ce procès, M. Carré rappelle à la défense que tous les citoyens sont égaux devant la loi et ce, peu importe leur statut ou la cause politique qu'ils prétendent défendre.
« Eh bien, le Gouvernement de Juillet ne fait pas d'injonction aux citoyens de courir sus à ses ennemis ; il ne les a pas condamnés d'avance sur une reconnaissance d'identité; il appelle la justice à décider; il les juge, il ne les proscrit point ; cela est nouveau, nous en convenons, dans l'histoire des gouvernements, et c'est pour cela que nous sommes fondés à dire que ce Gouvernement est le plus libéral qui fût jamais ».

## L'arrêt de la Cour des pairs du 6 octobre 1840
Le 6 octobre 1840, la Cour des pairs reconnu Louis-Napoléon Bonaparte coupable d'attentat contre la sûreté de l’État « dont le but était de détruire le gouvernement, de changer l'ordre de la successibilité au trône et d’exciter la guerre civile en armant et portant les citoyens et habitants à s'armer les uns contre les autres ». Il fut condamné à une peine d'emprisonnement perpétuel dans une forteresse située sur le territoire continental du Royaume.